# Матаван (Нью-Джерсі)
Матаван (англ. Matawan) — місто (англ. borough) в США, в окрузі Монмаут штату Нью-Джерсі. Населення — 9565 осіб (2020).

## Географія
Матаван розташований за координатами 40°24′40″ пн. ш. 74°14′15″ зх. д. / 40.41111° пн. ш. 74.23750° зх. д. (40.411248, -74.237366).  За даними Бюро перепису населення США в 2010 році місто мало площу 6,22 км², з яких 5,86 км² — суходіл та 0,37 км² — водойми.

## Демографія
Згідно з переписом 2010 року, у селищі мешкало 8810 осіб у 3358 домогосподарствах у складі 2279 родин. Було 3606 помешкань
Расовий склад населення:
| - 81,0 % — білих - 7,0 % — чорних або афроамериканців - 6,4 % — азіатів - 0,1 % — корінних американців - 2,8 % — осіб інших рас |

До двох чи більше рас належало 2,7 %. Частка іспаномовних становила 10,8 % від усіх жителів.
За віковим діапазоном населення розподілялося таким чином: 22,6 % — особи молодші 18 років, 65,7 % — особи у віці 18—64 років, 11,7 % — особи у віці 65 років та старші. Медіана віку мешканця становила 38,3 року. На 100 осіб жіночої статі у селищі припадало 94,5 чоловіків;  на 100 жінок у віці від 18 років та старших — 90,8 чоловіків також старших 18 років.
Середній дохід на одне домашнє господарство  становив 98 694 долари США (медіана — 81 420), а середній дохід на одну сім'ю — 110 172 долари (медіана — 97 165). Медіана доходів становила 67 330 доларів для чоловіків та 55 114 долари для жінок. За межею бідності перебувало 7,7 % осіб, у тому числі 13,4 % дітей у віці до 18 років та 4,7 % осіб у віці 65 років та старших.
Цивільне працевлаштоване населення становило 4778 осіб. Основні галузі зайнятості: освіта, охорона здоров'я та соціальна допомога — 22,8 %, роздрібна торгівля — 16,8 %, науковці, спеціалісти, менеджери — 13,0 %, фінанси, страхування та нерухомість — 9,8 %.